# Lucanus hermani
O Cervo Voador de Herman (Lucanus hermani) é um escaravelho da família Lucanidae proveniente da China e de grande tamanho, cujos exemplares do sexo masculino chegam a alcançar até 9 centímetros de comprimento, e conseguem isso graças às grandes mandíbulas que estes animais possuem, característica típica dos machos do gênero Lucanus. Da mesma forma, os seus chifres servem como meio de luta com machos rivais pela posse de uma fêmea, que costuma ser menor e com mandíbulas pouco proeminentes.
Trata-se de um exemplar muito semelhante à espécie Lucanus cervus, inclusive chega a atingir o mesmo tamanho e também pode ser chamado de Vacaloura; entretanto a cabeça é menor, as mandíbulas são maiores e mais retas, possuindo uma notável inclinação para baixo e as bordas serrilhadas. Além disso, possui uma estrutura bifurcada na frente do rosto, característica única dessa espécie de lucanus.
Os Cervos voadores de Herman costumam viver em bosques, embora não seja raro encontrar exemplares nas cidades, atraído pelas luzes das regiões urbanas da China. Eles se alimentam da seiva das árvores e é comum encontrá-los em troncos podres.
Assim como os demais besouros da família Lucanidae ele é um exemplar muito apreciado pelos colecionadores, porém, ao contrário do Lucanus cervus, não corre risco de extinção.